# Erwin Cramer
Erwin Cramer (Amsterdam, 21 augustus 1959) is een Nederlands voormalig profvoetballer die voor Willem II, AFC Ajax, Helmond Sport en voor Fortuna Sittard uitkwam. Tegenwoordig is hij directeur bij bestuursbureau pensioenfonds Bpf Koopvaardij in Amsterdam.